# Výrovice
Výrovice är en ort i Tjeckien.   Den ligger i regionen Södra Mähren, i den sydöstra delen av landet, 180 km sydost om huvudstaden Prag. Výrovice ligger 219 meter över havet och antalet invånare är 172.
Terrängen runt Výrovice är huvudsakligen lite kuperad. Výrovice ligger nere i en dal. Runt Výrovice är det ganska tätbefolkat, med 78 invånare per kvadratkilometer. Närmaste större samhälle är Znojmo, 9,6 km sydväst om Výrovice. Trakten runt Výrovice består till största delen av jordbruksmark.